# Wiesbachtalbahn
| Streckennummer (DB): | 3562                               |                                |                                |
| Kursbuchstrecke: | 273d (Armsheim – Wendelsheim 1946) |                                |                                |
| Streckenlänge: | 9,3 km                             |                                |                                |
| Spurweite: | 1435 mm (Normalspur)               |                                |                                |
| |                                    |                                |                                |
| Bundesland: | Rheinland-Pfalz                    |                                |                                |
| \| \| \| von Bingen Stadt \| \| \| \| \| von Mainz \| \| \| \| 0,0 \| Armsheim \| Armsheim \| \| \| \| nach Alzey und Worms \| \| \| \| 1,86 \| BAB 61 \| BAB 61 \| \| \| 3,6 \| Bornheim \| Bornheim \| \| \| 5,3 \| Flonheim \| Flonheim \| \| \| 7,5 \| Uffhofen \| Uffhofen \| \| \| \| Geistermühle \| \| \| \| \| Wiesbach \| \| \| \| 9,3 \| Wendelsheim \| Wendelsheim \| \| \| \| Siefersheim (nicht realisiert) \| \| \| \| \| von Fürfeld \| \| \| \| \| Wöllstein \| \| \| \| \| nach Sprendlingen \| \| |                                    |                                |                                |
| Strecke |                                    | von Bingen Stadt               | von Bingen Stadt               |
| Abzweig geradeaus und von links |                                    | von Mainz                      | von Mainz                      |
| Bahnhof | 0,0                                | Armsheim                       | Armsheim                       |
| Abzweig ehemals geradeaus und nach links |                                    | nach Alzey und Worms           | nach Alzey und Worms           |
| Brücke (Strecke außer Betrieb) | 1,86                               | BAB 61                         | BAB 61                         |
| Bahnhof (Strecke außer Betrieb) | 3,6                                | Bornheim                       | Bornheim                       |
| Bahnhof (Strecke außer Betrieb) | 5,3                                | Flonheim                       | Flonheim                       |
| Haltepunkt / Haltestelle (Strecke außer Betrieb) | 7,5                                | Uffhofen                       | Uffhofen                       |
| Haltepunkt / Haltestelle (Strecke außer Betrieb) |                                    | Geistermühle                   | Geistermühle                   |
| Brücke über Wasserlauf (Strecke außer Betrieb) |                                    | Wiesbach                       | Wiesbach                       |
| Bahnhof (Strecke außer Betrieb) | 9,3                                | Wendelsheim                    | Wendelsheim                    |
| ehemaliger Haltepunkt / Haltestelle (im Tunnel) |                                    | Siefersheim (nicht realisiert) | Siefersheim (nicht realisiert) |
| Abzweig geradeaus und von links (Strecke außer Betrieb) |                                    | von Fürfeld                    | von Fürfeld                    |
| Bahnhof (Strecke außer Betrieb) |                                    | Wöllstein                      | Wöllstein                      |
| Strecke (außer Betrieb) |                                    | nach Sprendlingen              | nach Sprendlingen              |

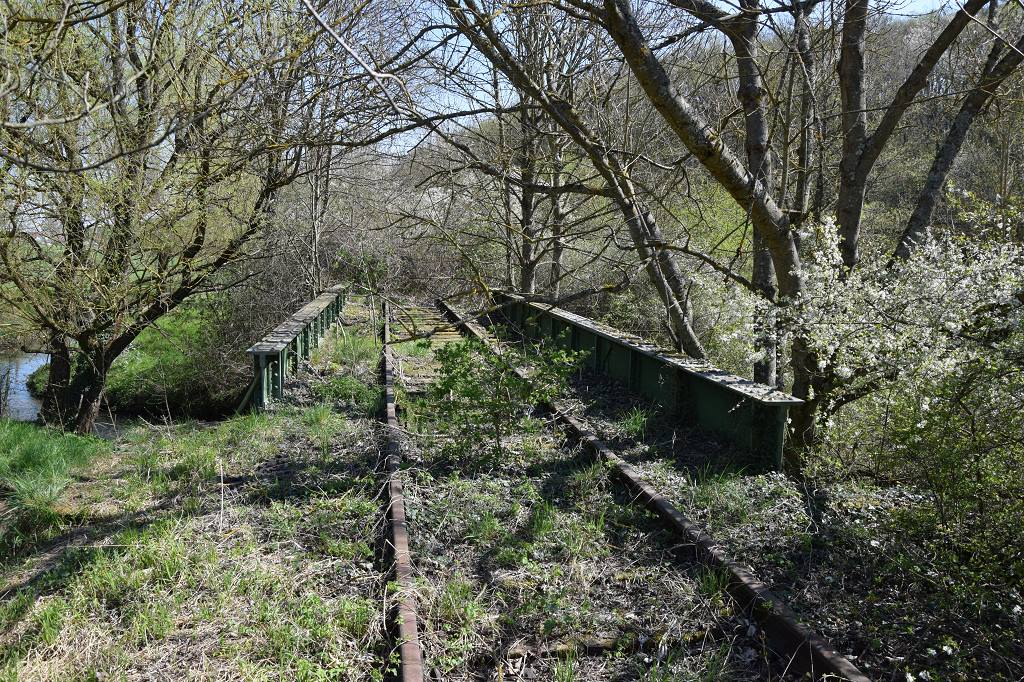
Brücke über den Wiesbach

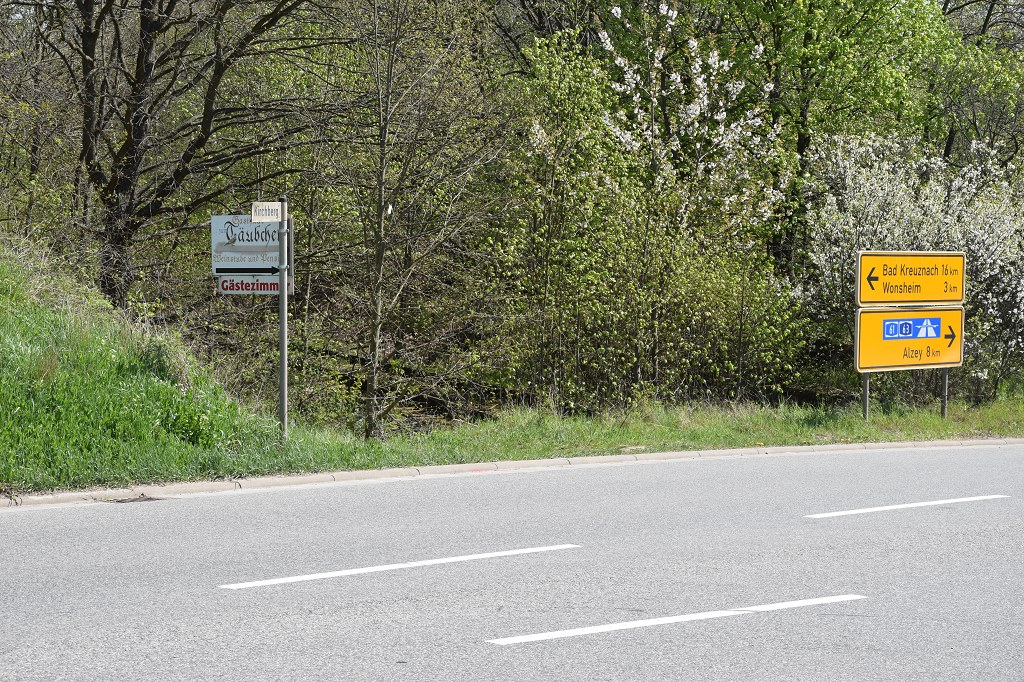
Ehemaliger Bahnübergang der L409. Hier enden heute die Gleise. Der Rest bis zum Bahnhof Wendelsheim wurde abgebaut.

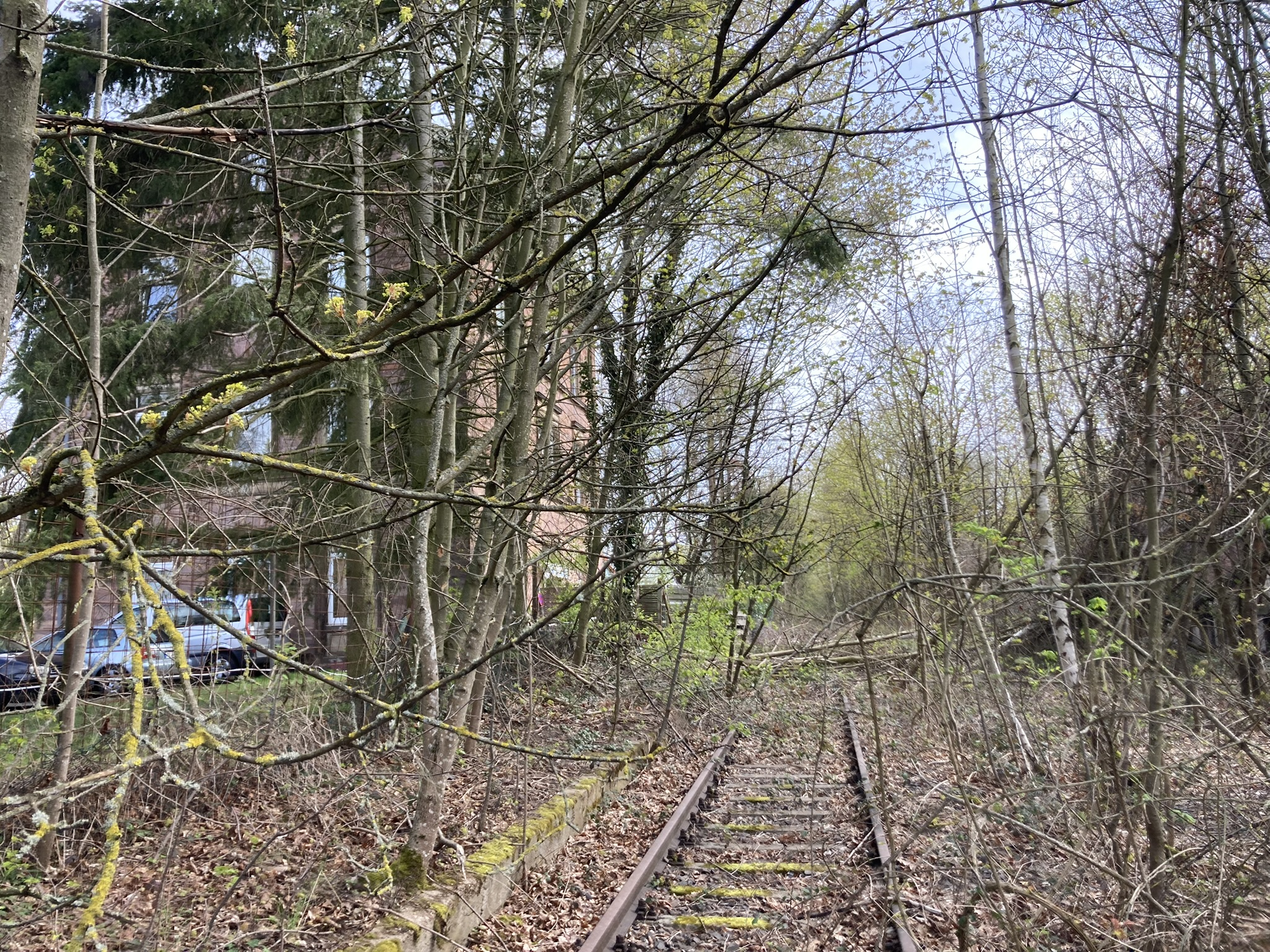
Die Gleise am Bahnhof Flonheim sind noch erhalten.

Die Wiesbachtalbahn von Armsheim über Bornheim und Flonheim nach Wendelsheim war eine Nebenbahn der Hessischen Ludwigsbahn. Ihre Bezeichnung leitet sich vom Wiesbach ab.

## Geschichte
Die Strecke diente hauptsächlich dazu, aus den dortigen Sandsteinbrüchen den Flonheimer Sandstein für die eigenen Eisenbahnbauwerke wie die Kaiserbrücke oder den Mainzer Hauptbahnhof abzutransportieren. Mit dem Kreuzungsbahnhof der beiden Strecken Bingen–Alzey–Worms und Mainz–Alzey in Armsheim konnten die wichtigsten Städte in Rheinhessen erschlossen werden. Die Strecke wurde am 31. Dezember 1871 eröffnet, konnte jedoch erst am 1. Juli 1895 komplett bis Wendelsheim befahren werden. 
Um der Strecke eine etwas größere Bedeutung zu geben, war beabsichtigt, sie über Siefersheim nach Wöllstein an die Bahnstrecke Sprendlingen–Fürfeld anschließen. Dies konnte aber nicht realisiert werden.
Am 10. Februar 1914 wurden „mit Eintritt der Dunkelheit“ auf der Strecke neue „Doppellichtvorsignale“ in Betrieb genommen, die dem heute noch gebräuchlichen Modell des Formsignals entsprachen.
Zum 15. Februar 1953, und erneut 1967 wurde der Bahnhof Flonheim zu einer Haltestelle herabgestuft 1956 der Vereinfachte Nebenbahndienst eingeführt. Zugleitbahnhof war der Bahnhof Armsheim.

## Einstellung
Der Personenverkehr wurde bereits am 25. September 1966 eingestellt und zugleich der Haltepunkt Uffhofen aufgegeben. Der Güterverkehr endete zum am 1. Januar 1995. Im Endbahnhof Wendelsheim gab es eine Laderampe für militärische Zwecke, die auch gelegentlich von den Bundeswehr- und US-Stützpunkten im Raum Mörsfeld/Kriegsfeld/Gerbach genutzt wurde. Die Strecke war zwar strategisch nicht bedeutend, dennoch trug die militärische Nutzung zum Erhalt der Trasse bei, da auch immer wieder NATO-Mittel in die Modernisierung des Oberbaus flossen.
Die Anbindung an die Rheinhessenbahn (bei km 1,1) wurde getrennt. Die Gleise im Bereich des Bahnübergangs L 408 (bei km 2,85) wurden entfernt.
Ab dem Bahnübergang der L 407 (bei Geistermühle / Haltepunkt Uffhofen)  wurden die Gleise bis zum Streckenende entfernt, hier entsteht ein Radweg. Innerhalb von Wendelsheim wurden Teile der Trasse bereits überbaut.